# Kusamono y Shitakusa

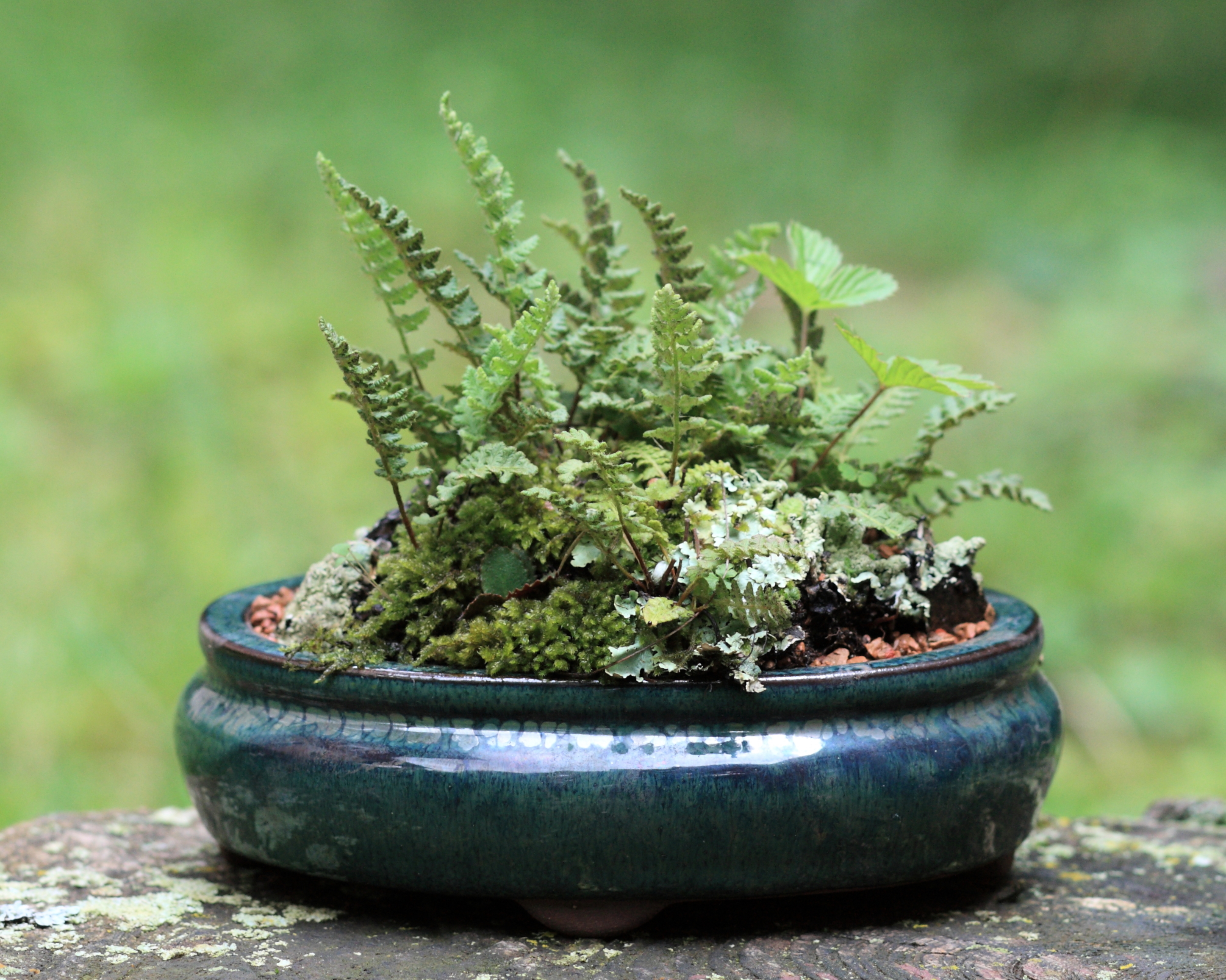
Un Kusamono de Helecho

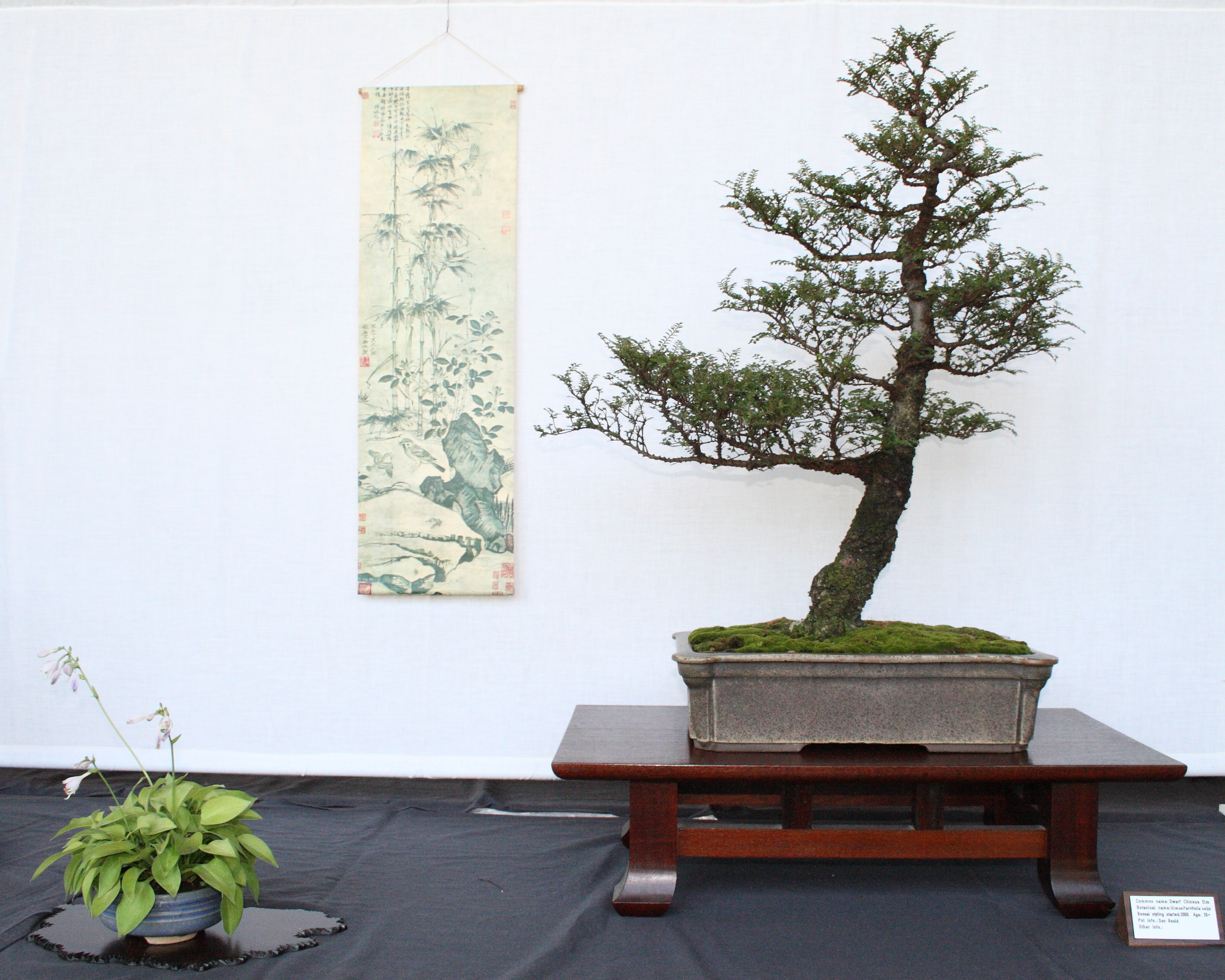
Un Shitakusa acompañando y siendo parte de la exposición de un bonsái

Kusamono (草もの literalmente "hierba cosa") y Shitakusa (下草 literalmente "hierba de abajo") son colecciones de pequeñas plantas en macetas especiales, trozos de madera, o incluso piedras. Para ser el centro de atención (Kusamono), o acompañar una exposición de Bonsái, Suiseki o Pergamino (Shitakusa)

## Descripción

### Kusamono
Puede ser una sola planta o plantas mixtas, dentro o fuera de un recipiente, al ser el centro de atención puede utilizarse cualquier tipo de planta como musgo, liquen, pequeñas flores, bambú, hierbas aromáticas, árboles, entre otros.
Se pueden mostrar, ya sea con un pergamino, estatuilla, o suiseki, pero estos artículos serán únicamente acompañantes del kusamono y no objeto central.
Generalmente se muestra en una estera, tabla plana, bandeja de cerámica plana, piedra, tronco de madera, y en algunos casos, jardineras de Bonsái.

### Shitakusa
Al ser tan solo una planta acompañante o de acento, se utiliza para complementar un objeto principal, como un Bonsái, no debe ser más llamativa que este y debe estar en proporción adecuada a la atención principal, debe indicar la estación del año y debe indicar en cierta medida el tipo de ubicación, donde el bonsái crece; por ejemplo, los bosques pueden ser indicados por helechos y musgos, y árboles de hoja caduca, complementados por hierbas.
Los contenedores para Shitakusa deben ser discretos, sin mucho brillo o color y lo más plano posible, en la medida en que el tipo de planta lo permita.